# Président du Parlement du Ghana
 (juin 2023).
La mise en forme du texte ne suit pas les recommandations de Wikipédia : il faut le « wikifier ».
Les points d'amélioration suivants sont les cas les plus fréquents :
- Les titres sont pré-formatés par le logiciel. Ils ne sont ni en capitales, ni en gras.
- Le texte ne doit pas être écrit en capitales (les noms de famille non plus), ni en gras, ni en italique, ni en « petit »…
- Le gras n'est utilisé que pour surligner le titre de l'article dans l'introduction, une seule fois.
- L'italique est rarement utilisé : mots en langue étrangère, titres d'œuvres, noms de bateaux, etc.
- Les citations ne sont pas en italique mais en corps de texte normal. Elles sont entourées par des guillemets français : « et ».
- Les listes à puces sont à éviter, des paragraphes rédigés étant largement préférés. Les tableaux sont à réserver à la présentation de données structurées (résultats, etc.).
- Les appels de note de bas de page (petits chiffres en exposant, introduits par l'outil «  Source ») sont à placer entre la fin de phrase et le point final[comme ça].
- Les liens internes (vers d'autres articles de Wikipédia) sont à choisir avec parcimonie. Créez des liens vers des articles approfondissant le sujet. Les termes génériques sans rapport avec le sujet sont à éviter, ainsi que les répétitions de liens vers un même terme.
- Les liens externes sont à placer uniquement dans une section « Liens externes », à la fin de l'article. Ces liens sont à choisir avec parcimonie suivant les règles définies. Si un lien sert de source à l'article, son insertion dans le texte est à faire par les notes de bas de page.
- La présentation des références doit suivre les conventions bibliographiques. Il est recommandé d'utiliser les modèles {{Ouvrage}}, {{Chapitre}}, {{Article}}, {{Lien web}} et/ou {{Bibliographie}}. Le mode d'édition visuel peut mettre en forme automatiquement les références.
- Insérer une infobox (cadre d'informations à droite) n'est pas obligatoire pour parachever la mise en page.

Pour une aide détaillée, merci de consulter Aide:Wikification.
Si vous pensez que ces points ont été résolus, vous pouvez retirer ce bandeau et améliorer la mise en forme d'un autre article.
 (mai 2024).
Le contenu est difficilement compréhensible vu les erreurs de traduction, qui sont peut-être dues à l'utilisation d'un logiciel de traduction automatique.
Le Président du Parlement du Ghana est le président du Parlement du Ghana .L'orateur actuel  est Alban Kingsford Sumana Bagbin. Il a été élu le 7 janvier 2021.

## Histoire

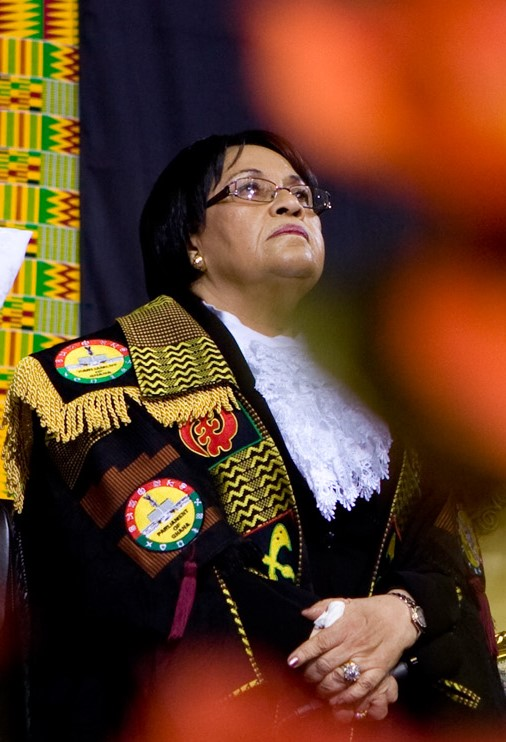
Joyce Bamford-Addo, première femme présidente du Parlement du Ghana

Le tout premier président du Parlement du Ghana fut Sir Emmanuel Charles Quist, qui a assumé la présidence de l'Assemblée nationale dès l'indépendance le 6 mars 1957 jusqu'en décembre de la même année. Avant l'indépendance du Ghana, le conseil législatif était présidé par le gouverneur du Ghana. Toutefois, en 1949, Emmanuel Quist est devenu le premier président africain de cet organe législatif, marquant ainsi un changement significatif. Le Conseil législatif a élu Quist comme premier orateur en 1951. L'orateur le plus ancien était Daniel Francis Annan qui a servi du 7 janvier 1993 au 6 janvier 2001. En janvier 2009, Joyce Adeline Bamford-Addo est devenue la première dame à être présidente du parlement ghanéen.

## Nomination et mandat
L'article 95 de la Constitution ghanéenne de 1992 stipule qu'un président peut être élu parmi les membres du Parlement ou parmi les personnes qui sont qualifiées pour être membres du Parlement. Lorsqu'un président est élu parmi les membres du Parlement, conformément à l'article 97 de la Constitution, il doit quitter son siège parlementaire, ce qui entraîne une élection partielle. La seule personne à avoir occupé ce poste jusqu'à présent est Edward Adjaho, qui était le député élu de la circonscription d'Akatsi Sud,.

## Vice-président
Il y a deux vice-présidents qui sont élus parmi les membres du parlement par les membres. Les deux vice-présidents ne peuvent pas appartenir au même parti politique. Les vice-présidents actuels sont le député de Bekwai, Joseph Osei-Owusu, du Nouveau parti patriotique et le député de Fomena, Andrew Asiamah Amoako, un député indépendant.

## Rôle
L'article 101 de la Constitution du Ghana stipule que le Président préside toutes les séances du parlement. Si l'orateur n'est pas en mesure de le faire, l'un des deux suppléants préside. Aucune activité parlementaire ne peut avoir lieu sans que le président n'occupe le fauteuil. L'orateur a également préséance sur tous les habitants du Ghana, à l'exception du président du Ghana et du vice-président . Selon la Constitution, en l'absence du président et du vice-président, le Speaker (orateur) peut agir au nom du président. Si ni le président ni le vice-président ne sont en mesure de remplir leurs fonctions, une élection doit avoir lieu dans les trois mois suivant le décès ou la destitution du président et du vice-président. Il est important de noter que le président n'a pas de voix au parlement. Par conséquent, en cas d'égalité des voix, la motion en question est rejetée. En outre, le président occupe le poste de président du Conseil de service parlementaire et nomme également quatre membres supplémentaires à ce conseil. Le greffier du Parlement est le sixième membre du conseil.

## Liste des orateurs
| Conseil législatif de la Gold Coast  | Conseil législatif de la Gold Coast | Conseil législatif de la Gold Coast                                      |
| Président                            | Délai                               | Période                                                                  |
| ------------------------------------ | ----------------------------------- | ------------------------------------------------------------------------ |
| Monsieur Emmanuel Charles Quist      | 1949 - 1951                         | Côte d'or                                                                |
| Assemblée nationale de la Gold Coast |                                     |                                                                          |
| Conférencier                         | Délai                               | Période                                                                  |
| Monsieur Emmanuel Charles Quist      | 1951 - 1957                         | Côte d'or                                                                |
| Parlement du Ghana                   |                                     |                                                                          |
| Conférencier                         | Délai                               | Période                                                                  |
| Monsieur Emmanuel Charles Quist      | Mars 1957 - Décembre 1957           | Assemblée nationale                                                      |
| Auguste Molade Akiwumi               | février 1958 - juin 1960            | Assemblée nationale                                                      |
| Joseph Richard Asiedu                | juillet 1960 - juin 1965            | 1ère République                                                          |
| Kofi Asante Ofori-Atta               | juin 1965 - février 1966            | 1ère République <br /> Premier député à devenir Président                |
| Nii Amaa Ollennu                     | Octobre 1969 - Janvier 1972         | 2e République                                                            |
| Jacob Hackenbug Griffiths-Randolph   | Septembre 1979 - Décembre 1981      | 3e République                                                            |
| Daniel Francis Annan                 | Janvier 1993 - Janvier 2001         | 4ème République <br /> (1ère et 2ème législatures)                       |
| Peter Ala Adjetey                    | Janvier 2001 - Janvier 2005         | 4ème République <br /> (3e législature)                                  |
| Ebenezer Sekyi Hugues                | Janvier 2005 - Janvier 2009         | 4ème République <br /> (4e législature)                                  |
| Joyce Adeline Bamford-Addo           | Janvier 2009 - Janvier 2013         | 4ème République <br /> (5e législature) <br /> Première femme présidente |
| Edouard Adjaho                       | Janvier 2013 - Janvier 2017         | 4e République <br /> (6e législature)                                    |
| Aaron Mike Oquaye                    | Janvier 2017 - Janvier 2021         | 4e République <br /> (7e législature)                                    |
| Alban Kingsford Sumana Bagbin        | Janvier 2021 , - Titulaire          | 4e République (8e législature)                                           |

### Démographie
| Conférencier                        | Origine ethnique | Affiliation religieuse                     |
| Emmanuel Charles Quist              | Euro-Africain/Ga | Presbytérien ,                             |
| Auguste Molade Akiwumi              | Yorouba          | Anglican (plus tard scientifique chrétien) |
| Joseph Richard Asiedu               | Akuapem (Akan)   | presbytérien                               |
| Kofi Asante Ofori-Atta              | Akyem (Akan)     | presbytérien                               |
| Nii Amaa Ollennu                    | Géorgie          | Presbytérien                               |
| Jacob Hackenburg Griffiths-Randolph | Géorgie          | anglican                                   |
| Daniel Francis Annan                | Géorgie          | méthodiste                                 |
| Peter Ala Adjetey                   | Géorgie          | anglican                                   |
| Ebenezer Sekyi Hughes               | Fanté (Akan)     | anglican                                   |
| Joyce Adeline Bamford Addo          | Anglais/Ga       | catholique                                 |
| Edouard Adjaho                      | Avenor Brebis    | Christian                                  |
| Aaron Mike Oquaye                   | Géorgie          | Baptiste                                   |
| Alban Bagbin                        | Dagaaba          | catholique                                 |

## Voir également
- Parlement du Ghana

## Les références
1. 1 2  (en-GB) Gyesi, « I will serve all Ghanaians faithfully – Bagbin », Graphic Online, 7 janvier 2021 (consulté le 7 janvier 2021)
2. 1 2  « Progress in the Colonies, 1940s-1950s », Janus, Cambridge University Library (consulté le 3 avril 2018)
3. ↑  « Speaker assures Fifth Parliament of diligence », Ghanaweb, Ghanaweb, 30 novembre 2001 (consulté le 3 avril 2018)
4. 1 2 3  « Ghana's Constitution of 1992 with Amendments through 1996 », www.fao.org, Food and Agriculture Organization of the United Nations (consulté le 3 avril 2018)
5. ↑  « Akatsi South Constituency by-election fixed for Feb 5 », Political news, Ghana Home Page, 10 janvier 2013 (consulté le 15 janvier 2013)
6. ↑  « NDC's Ahiafor wins Akatsi South bye-election », Ghana Home Page (consulté le 12 février 2013)
7. ↑  « Leadership of Parliament », Official website of the Parliaemnt of Ghana, Parliament of Ghana (consulté le 3 avril 2018)
8. ↑  Michael R. Doortmont, The Pen-Pictures of Modern Africans and African Celebrities by Charles Francis Hutchison: A Collective Biography of Elite Society in the Gold Coast Colony, Brill, 2005, p. 359
9. 1 2 3  « Rt. Hon. Ebenezer Sekyi Hughes » [archive du 27 septembre 2007], Parliament of Ghana (consulté le 3 avril 2018)
10. ↑  « Daniel Francis Annan Profile », Ghanaweb, Ghanaweb (consulté le 3 avril 2018)
11. ↑  « Peter Ala Adjetey Profile », Ghanaweb, Ghanaweb (consulté le 3 avril 2018)
12. ↑  « Ebenezer Begyina Sekyi-Hughes Profile », Ghanaweb, Ghanaweb (consulté le 3 avril 2018)
13. ↑  « Joyce Adeline Bamford-Addo Profile », Ghanaweb, Ghanaweb (consulté le 3 avril 2018)
14. ↑  « Adjaho sworn in as new Speaker », Ghanaweb, Ghanaweb (consulté le 3 avril 2018)
15. ↑  « New Speaker, MPs take oath », Ghanaweb, Ghanaweb (consulté le 3 avril 2018)
16. ↑  (en-US) Carrey, « Alban Bagbin elected Speaker of 8th Parliament », 3NEWS, 7 janvier 2021 (consulté le 7 janvier 2021)
17. ↑  (en) « NPP shocked as Alban Bagbin is elected Speaker of Parliament », www.ghanaweb.com, 7 janvier 2021 (consulté le 7 janvier 2021)
18. ↑  (en) Jon Miller, Missionary Zeal and Institutional Control: Organizational Contradictions in the Basel Mission on the Gold Coast 1828-1917, Routledge, 22 mai 2014, 29 p. (ISBN 978-1-136-87625-7, lire en ligne)
19. ↑  (en) Joe Aggrey, Graphic Sports: Issue 670 June 12 - 15 1998, Graphic Communications Group, 12 juin 1998 (lire en ligne)
20. ↑  « Proceedings » [archive du 27 septembre 2007], 27 septembre 2007 (consulté le 23 février 2021)